# Baionetta M1917
La baionetta M1917 è una baionetta progettata per essere utilizzata con il fucile statunitense M1917 Enfield e con diversi fucili da trincea statunitensi. La lama era lunga 17 pollici (43,2 cm). Non si adatta ai fucili M1903 calibro .30 (Springfield) o M1 calibro .30 (Garand) in quanto hanno diverse dimensioni della viti e attacco alla canna del fucile.